# Mojosari (Mojotengah)
Mojosari is een bestuurslaag in het regentschap Wonosobo van de provincie Midden-Java, Indonesië. Mojosari telt 3063 inwoners (volkstelling 2010).